# Кафе машина
Кафемашините са професионални или домакински готварски уреди, използвани за приготвяне на кафе.

## История
Кафето е продукт на природата познат от стотици години и се е използвало за ободряваща напитка. Приготвянето на чаша кафе се е състояло в смилането на зърната кафе, завирането на вода в съд заедно със смляното кафе и след това прецеждането му.
Принципът на извличане на аромата от кафето е представен около 1710 година във Франция. Формулировката на извличането е била всъщност доста проста, смляното кафе се добавя към вряща вода за предпочитане в плик от текстил за определено време докато се отдели нужният аромат. Този процес е повтарян чак до 20 век когато кафе-машините започват да навлизат и в обикновените домакинства!

## Вакуумни кафе машини
Първите кафе-машини датират още от 1830 – 1840 година, за справка това са принципът на Loeff от Берлин и може би първата вакуумна кафе-машина използваща принципът на „Loeff“, така наречената Вакуумна машина на Napier.
Вакумната машина за кафе се е състояла от два съда свързани с тънка метална тръба разположени един под друг. В долния съд се е намирала водата която се подгрявала до определена температура, докато започне да се придвижва по тънката тръба свързваща двата съда поради естественото разширение на водната пара. Във втория съд се е намирало смляното кафе през което е преминавала водата излизаща от тръбичката. След определено време нужно за целия процес топлината се отнема, което довежда до образуването на под-налягане или вакуум в долния съд, което извлича течността от горният.

## Еспресо машини за кафе
Еспресо машините са едни от най-използваните уреди в днешно време, с тях много лесно и ефективно получаваме гореща и ободряваща напитка с кафе. Кафе машините от този вид имат предимство пред останалите заради повишеното налягане на водата с което работят, защото е доказано от практиката, че по-високото налягане води до по-добра екстракция на аромата от кафето! Първата еспресо кафе машина е изобретена в Италия от Анджело Мориондо през 1884 г.
Процеса при еспресо машината за кафе донякъде е сходен с този при вакуумната машина, тя има контейнер за вода, помпа за налягане, бойлер в който завира водата и ръкохватка с вградена цедка в която стои смляното кафе. Водата от контейнера се засмуква от помпата, която вдига налягането до определена граница най-често 15 – 19 бара, след което тя се отвежда в бойлера където се загрява. След достигането на определената температура, водата под налягане преминава през кафето в цедката и се оттича в чашата, като по пътя си отнема ароматът от кафето.
Кафемашини с капсули
Използват технологията на еспресо машините, но при тях липсва ръкохватка, а на нейно място има легло за капсулите, в което те се поставят.
Важно е да се знае, че кафемашините с капсули могат да работят само с едни капсули и не могат да работят с други, защото принципът на действие е различен. Например някои машини разпробиват капсулата от едната страна с куха игла, през която се подава горещата вода с високо налягане.
Други кафе машини използват бутален принцип, при който капсулата се избутва с бутало, докато се допре до напречна стена със зъбци, които пробиват капсулата, а от другия ѝ край се подава гореща вода с налягане най-често 19 бара, която преминава през кафето и извлича аромати.